# Florian Verhaeghe
Florian Verhaeghe (Francia, 27 de abril de 1997) es un jugador profesional francés de rugby que se desempeña en la posición de segunda línea en Montpellier Hérault Rugby, equipo perteneciente a la liga Top 14.

## Carrera
Verhaeghe es un jugador de formación francesa (JIFF). Comenzó su carrera deportiva con el equipo Union Sportive Montauban, en el cual jugó siete temporadas (2007-2014), después pasó a Stade Toulousain (2014-2020), luego a Montpellier Hérault Rugby, donde lleva jugando cuatro temporadas.